# 高森町民バス

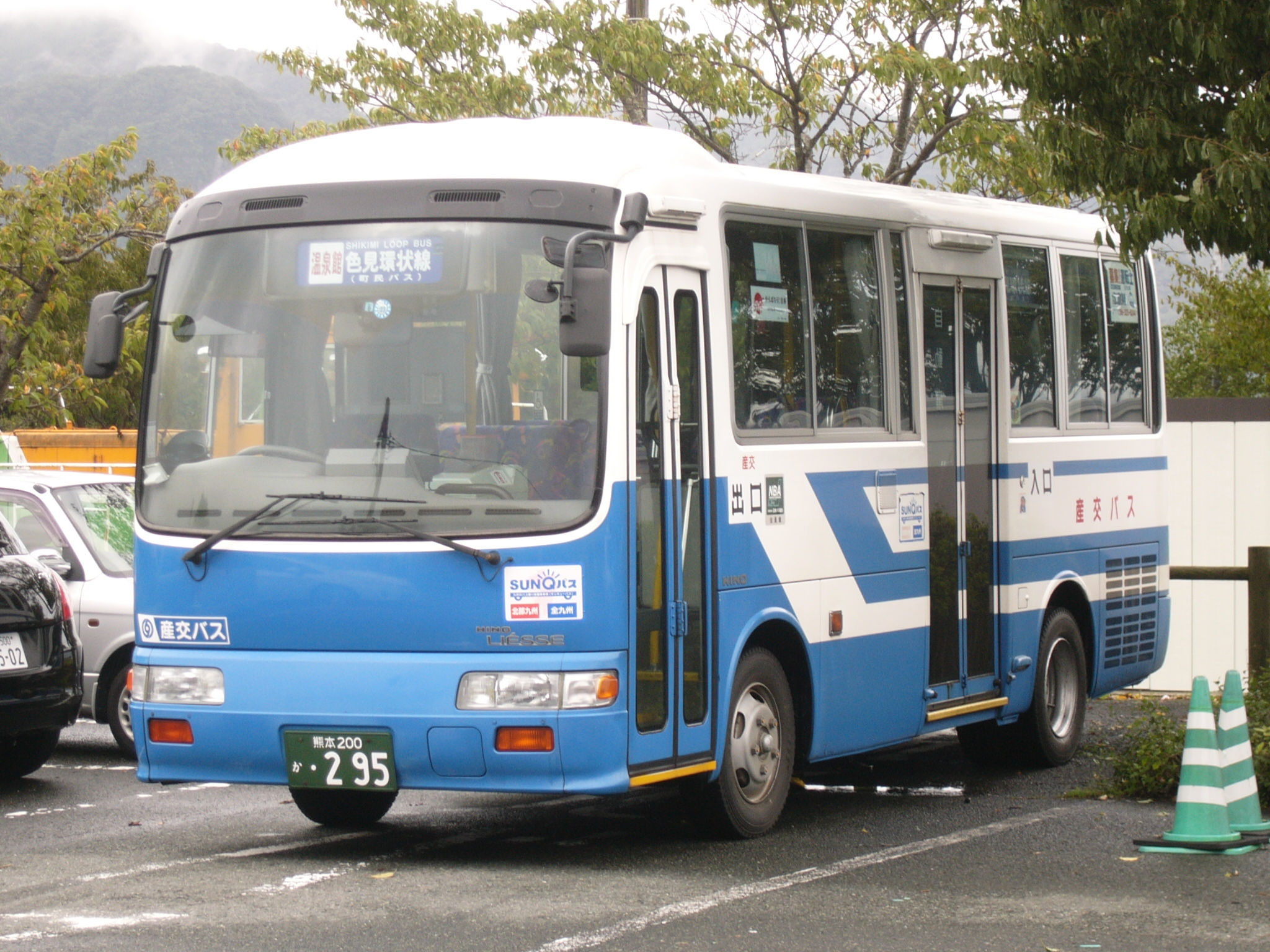
高森町民バス「色見環状線」（産交バス）

高森町民バス（たかもりちょうみんバス）とは、熊本県阿蘇郡高森町が運行するコミュニティバスである。

## 概要
上色見熊野座神社線、色見環状線、河原線、草部南部線、津留・野尻線、尾下線、草部北部線の7路線からなる。2012年4月と2025年7月の路線改変があり2025年7月現在下記の運行ルートで形成されている

## 運行ルート
2025年7月1日改正
※太字文は起終点のバス停留所、一部の時間帯に通過するバス停留所場合あり。
（バス停名）は往路便、（バス停名）は復路便が通過。
1：■上色見熊野座神社線
通常運行便
- (フレイン高森店→高森町役場前→ロッキー前→高森幼稚園前→高森中学校前→)高森駅前→高森中央→四つ角→天神→上在→下村→村山→らくだ山公園入口→月廻り公園前→小倉原入口→梅香苑前→休暇村南阿蘇→阿蘇096区前→徳丸漬物前→中原→上色見熊野座神社入口→下洗川→洗川→下洗川→フォークスクール入口→前原入口→阿蘇096区前→休暇村南阿蘇→梅香苑前→小倉原入口→月廻り公園前→らくだ山公園入口→村山→フレイン高森店→高森町役場前→アスカ→高森幼稚園前→高森中学校前→高森駅前→高森中央

平日最終便（第5便、平日19時:00、高森中央出発便のみ）
- 高森中央→高森駅前→阿蘇096区前

2：■色見環状線
高森中央→高森駅前→高森中学校前→高森幼稚園前→（フレイン高森店→高森町役場前→ロッキー前）→あそ和楽前→山鳥入口→井上入口→根子の里→すべの→前原田楽入口→前原→前原入口→小倉原→西小倉原→高森寮前→色見保育園入口→中岳登山口→中園→色見入口→高森町役場前→フレイン高森店→ロッキー前→高森幼稚園前→高森中学校前→高森駅前→高森中央
3：■河原線
(フレイン高森店→高森町役場前→ロッキー前→高森幼稚園前→高森中学校前→)高森駅前→高森中央→（四つ角→天神）→上在→下村→村山→らくだ山公園入口→月廻り公園前→小倉原入口→梅香苑前→（阿蘇096区前）→徳丸漬物前→中原→上色見熊野座神社入口→下洗川→洗川→大道→上玉来→市野尾→黒岩→味鳥→河原→上玉来→大道→洗川→下洗川→上色見熊野座神社入口→中原→徳丸漬物前→阿蘇096区前→梅香苑前→小倉原入口→月廻り公園前→フレイン高森店→高森町役場前→ロッキー前→高森幼稚園前→高森中学校前→高森駅前→（四つ角→天神）→高森中央
4：■草部南部線
(フレイン高森店→高森町役場前→ロッキー前→高森幼稚園前→高森中学校前→)高森駅前→高森中央→四つ角→天神→高森峠→高森遂道→埋立→（猿丸→柳谷→釣橋→木郷→小崎→山の口）→草部出張所→草部郵便局前→社倉→柿迫→吉見神社前→中村→芹口→水湛→水迫→取首→岩神→大仲野→永野原入口→小楢木→大切畑入口→東社倉→草部郵便局前→草部出張所→（山の口→小崎→木郷→釣橋→柳谷→猿丸）→埋立→高森遂道→高森峠→フレイン高森店→高森町役場前→ロッキー前→高森幼稚園前→高森中学校前→高森駅前→高森中央
5：■津留・野尻線
(フレイン高森店→高森町役場前→ロッキー前→高森幼稚園前→高森中学校前→)高森駅前→高森中央→四つ角→天神→高森峠→高森遂道→埋立→（下切）→上津留→山村→永野→朋遊館→川上→朋遊館→津留→上町→河地→蔵地→（下切）→大切畑→草部出張所→埋立→高森遂道→高森峠→フレイン高森店→高森町役場前→ロッキー前→高森幼稚園前→高森中学校前→高森駅前→高森中央
6：■尾下線
(フレイン高森店→高森町役場前→ロッキー前→高森幼稚園前→高森中学校前→)高森駅前→高森中央→（四つ角→天神）→上在→下村→村山→らくだ山公園入口→月廻り公園前→小倉原入口→梅香苑前→（阿蘇096区前）→徳丸漬物前→中原→上色見熊野座神社入口→下洗川→洗川→（峰の宿→大畑）→牧戸→馬渡→下山→多々野→片山→百刈→（峰の宿）→洗川→下洗川→上色見熊野座神社入口→中原→徳丸漬物前→阿蘇096区前→休暇村南阿蘇前→梅香苑前→小倉原入口→月廻り公園→らくだ山公園前→村山→フレイン高森店→高森町役場前→ロッキー前→高森幼稚園前→高森中学校前→高森駅前→（四つ角→天神）→高森中央
- 斜体文表記の「峰の宿」「大畑」は橋架け替え工事のため2024年6月21日から運用休止（2026年6月再開予定）

8：■草部北部線
(フレイン高森店→高森町役場前→ロッキー前→高森幼稚園前→高森中学校前→)高森駅前→高森中央→四つ角→天神→高森峠→高森遂道→埋立→猿丸→柳谷→高尾野入口→（高尾野→小村）→小村入口→赤羽根→草部北部農協前→高森自然学校前→峰の宿入口→中村→尾崎→祭場→今村→祭場→尾崎→中村→峰の宿入口→高森自然学校前→草部北部農協前→赤羽根→小村入口→（小村→高尾野）→高尾野入口→柳谷→猿丸→埋立→高森遂道→高森峠→フレイン高森店→高森町役場前→ロッキー前→高森幼稚園前→高森中学校前→高森駅前→高森中央

### ダイヤ
- ■上色見熊野座神社線
  - 毎日運行
  - 平日1日5便、土休日1日3便

※但し、平日最終第5便のみ「高森中央→096区前」区間運行
- ■色見環状線
  - 毎日運行
  - 1日3便
- ■河原線
  - 月曜日・木曜日運行
  - 1日2便
- ■草部南部線
  - 月曜日・木曜日運行
  - 1日2便
- ■津留・野尻線
  - 月曜日・木曜日運行
  - 1日2便
- ■尾下線
  - 火曜日・金曜日運行
  - 1日2便
- ■草部北部線
  - 火曜日・金曜日運行
  - 1日2便

上色見熊野座神社線と色見環状線以外の隔日運行する平日のみ運行路線に関しては、該当する曜日が祝日であっても平日と同様に通常運行する。
「河原線」「津留・野尻線」「尾下線」に関しては起点停留場から予約制の乗り合いタクシーを町民バスの左記の路線運行日（16時台）に1便運行。

### 廃止路線
7：■高森環状線（2012年3月31日付）
高森温泉館→高森中央→高森駅前→高森中学校前→高森幼稚園前→豆塚→湧水トンネル公園前→森→津留→林→南公民館→別所→上在→天神→高森中央→高森温泉館（※運行は火曜日・金曜日運行、1日3便の環状運行）。
- 2012年4月1日から高森温泉館（現・阿蘇096区前）を除いた区間にて予約制の乗り合いタクシーを平日（月曜から金曜まで）1日3便の環状運行を開始[2]。

## 運行会社・運賃
- 運行は産交バスに委託している。
- 運賃はどこまで乗っても中学生以上の大人が200円、小学生以下の子供は100円均一である。
- 現金・SUNQパス・各社共通1日乗車券「わくわく1dayパス」（熊本県内版）・くまモンのIC CARD・クレジットカード等によるタッチ決済が使用可能。専用回数券は無い。

## 車両
- 日野・リエッセ
- 三菱ふそう・ローザ

※産交バス一般路線カラーの小型車両であるが、高森町には一般路線バスが運行されていないため事実上「町民バス専用車」となっている。